# GAZ Volga Siber
La GAZ Volga Siber (russe : Волга Сайбер) est une berline quatre portes fabriquée par la firme russe GAZ, présentée au Salon International de l'Automobile de Moscou le 29 août 2007 sous le nom de GAZ Siber. Le modèle renommé Volga Siver a été fabriqué du 28 mars 2008 au 31 octobre 2010. 
Fabriqué sous licence Chrysler, la Siber reprend la plate-forme et l'outillage de la deuxième génération de Chrysler Sebring/Dodge Stratus avec de légères modifications de conception exécutées par le studio britannique UltraMotive sur la calandre et les phares. D'autres modifications ont été limitées à une suspension plus rigide, une garde au sol plus élevée et à l'adoption de pare-chocs dépourvus des normes américaines. Les moteurs sont tous importés des États-Unis.
La Volga Siber a été lancée au début de la crise économique mondiale de 2008, et bien que la production annuelle de 40 000 véhicules ait été planifiée à l'origine, les automobiles n'ont pas été aussi bien vendues que prévu. Seuls  et 8 933 exemplaires ont été fabriqués au moment où la production de la Volga Siber a été arrêtée en novembre 2010. 

## Production

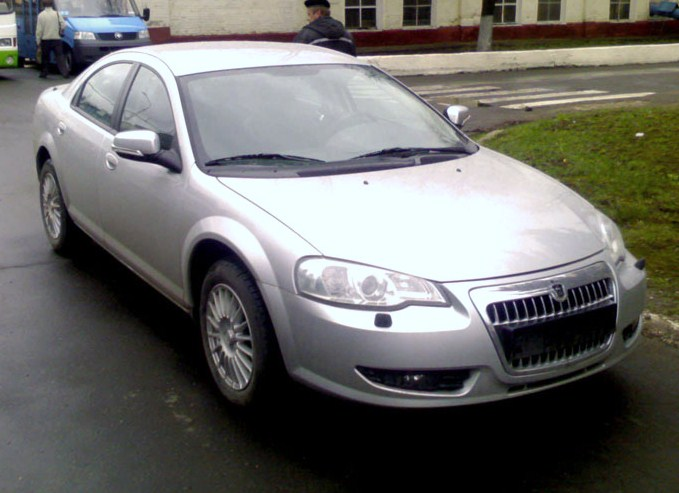
ГАЗ-Siber sur le terrain de l'usine LiAZ

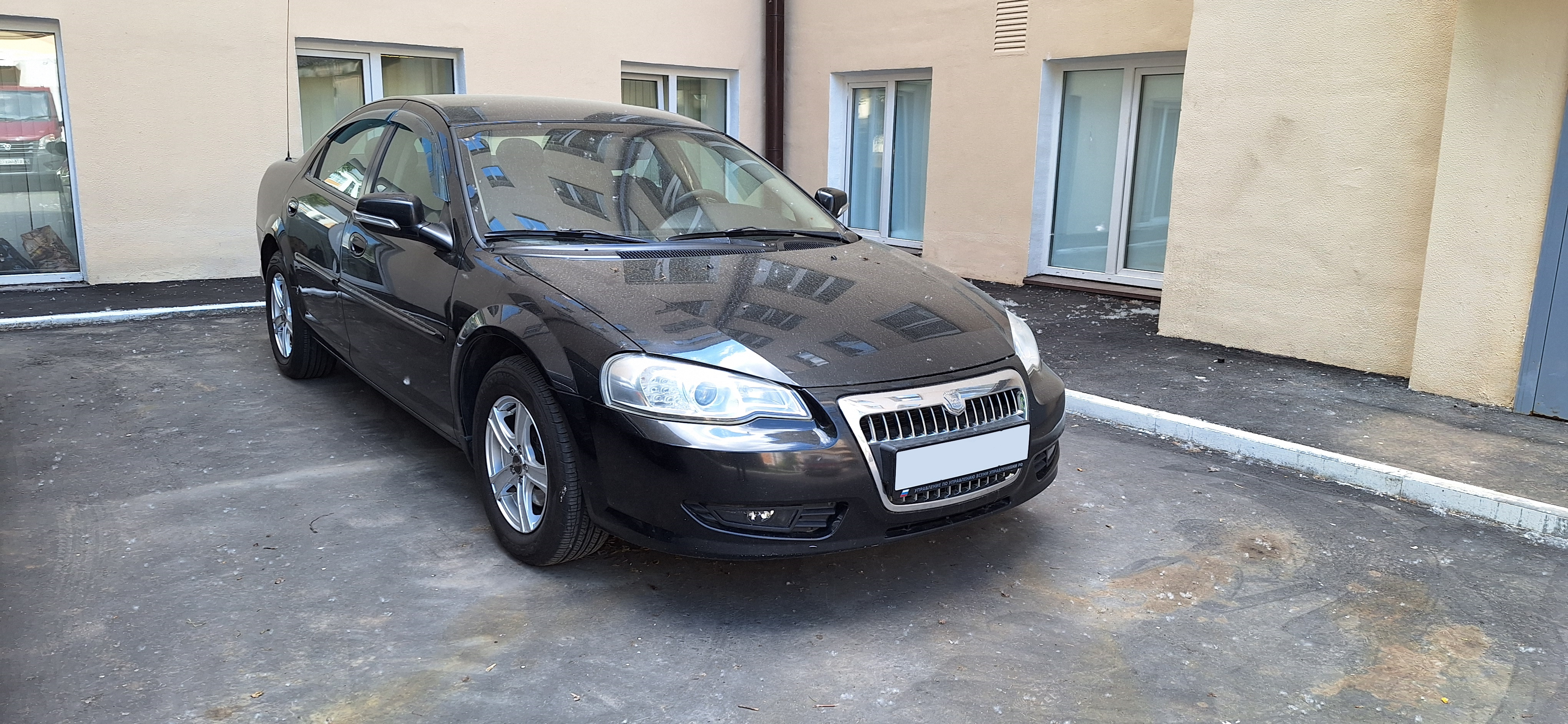

La production d'un petit lot de la GAZ Volga Siber a commencé le 28 mars 2008 et un niveau stable en série a été atteint le 25 juillet 2008. Le président russe Vladimir Poutine a visité l'usine à la veille de la production en série, en compagnie de dignitaires de l'État du Michigan et de la Michigan Economic Development Corporation. 
Une production de 20 000 Siber était prévue pour 2008 et 40 000 pour 2009. Le programme prévoyait une production destinée à saturer la capacité de l'usine de 100 000 véhicules par an. Le 29 août 2008, GAZ a commencé à vendre des flottes du modèle Siber aux employés du gouvernement et aux entreprises, dont la banque russe Sberbank. 
En raison de la crise économique de 2008, la demande de Siber a chuté et la production a pris fin en novembre 2010. Au total, seulement 8 933 Volga Siber ont été produites entre 2008 et 2010. 
La production de GAZ Volga 31105 a pris fin en novembre 2010. 
| Année | Production |
| ----- | ---------- |
| 2008  | 1 717      |
| 2009  | 2 151      |
| 2010  | 5 065      |
| Total | 8 933      |

Source : Wikipedia russe : Volga Siber.

## Sécurité
La voiture a obtenu 7,2 points sur 16 lors d'un test de collision frontale réalisé par le programme russe d'évaluation de la sécurité ARCAP en 2008 et 2 étoiles sur 4. 